# Remparts d’Avallon

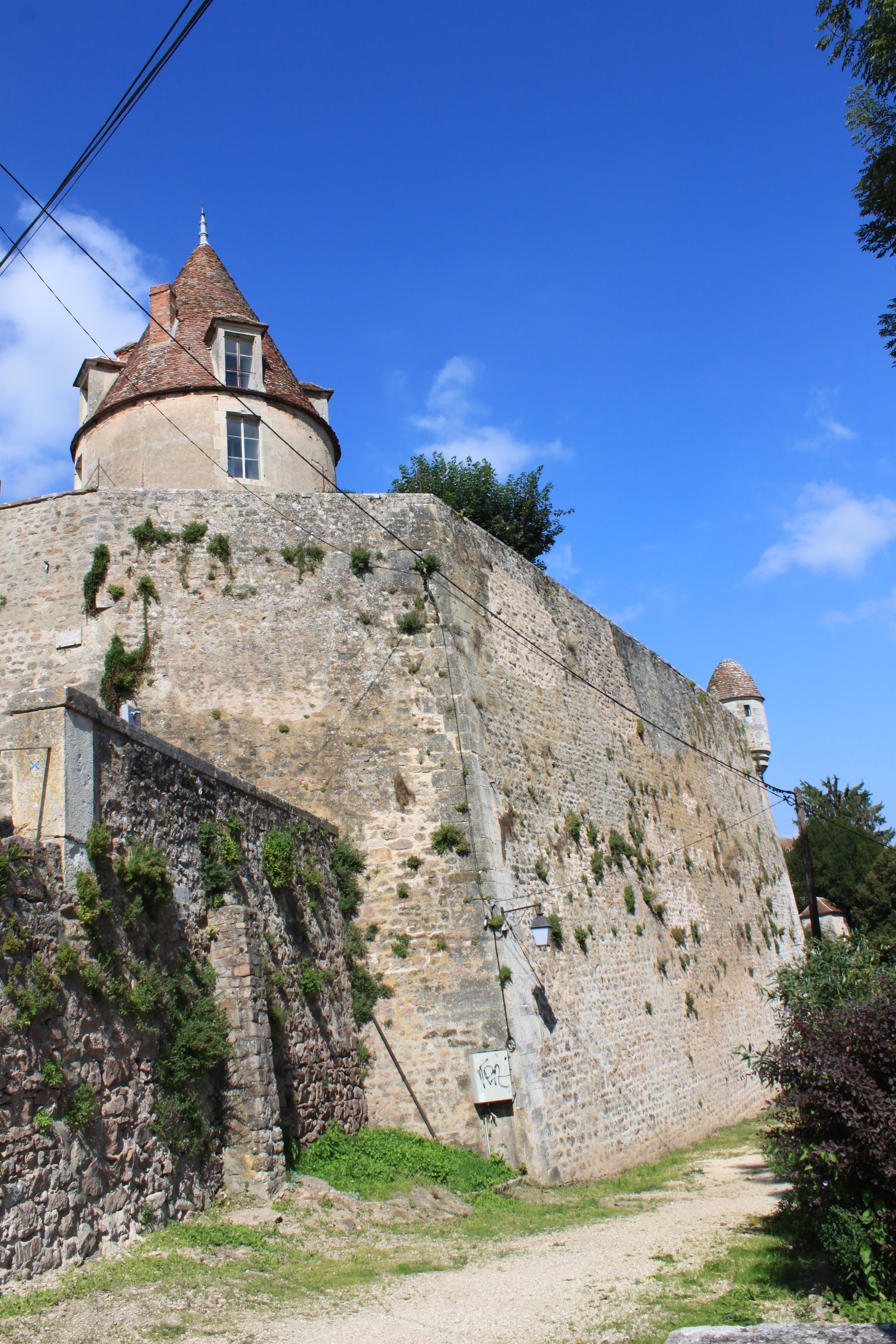
Bastion des Remparts d’Avallon

Remparts d’Avallon ist der Name der mittelalterlichen Stadtmauer der französischen Stadt Avallon im Département Yonne der Region Bourgogne-Franche-Comté.
Die Befestigungsanlage entstand hauptsächlich im 12. und 13. Jahrhundert und machte die Stadt, die auf einem steilen Felsplateau oberhalb des Flusses Cousin liegt, nahezu uneinnehmbar. Zahlreiche Türme, von denen fünf heute noch vollständig erhalten sind, verteidigten die Stadt einst zusätzlich. Darunter auch der Tour de l’Horloge, der eine Uhr aus dem 15. Jahrhundert enthält. Obwohl die Mauern mehrfach beschädigt, im 17. Jahrhundert sogar teilweise geschleift wurden, sind sie nach wie vor charakteristisch für die Stadt Avallon.